# Eusemocosma pruinosa
Espèce
Eusemocosma pruinosa est une espèce de lépidoptère de la famille des Oecophoridae.
On le trouve en Australie.

## Galerie

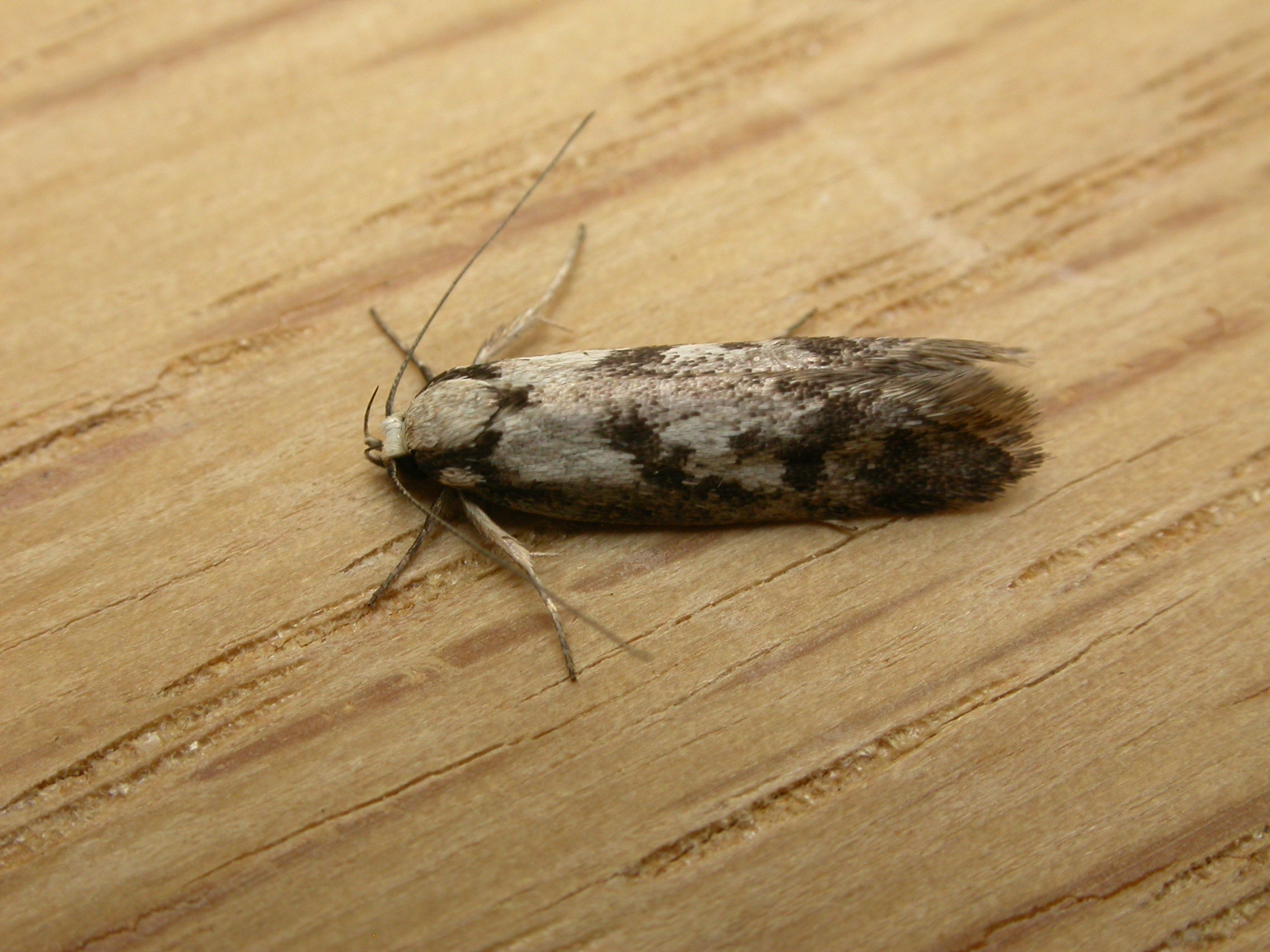
Eusemocosma pruinosa